# Despacito
Despacito (AFI: /despaˈsito/, dallo spagnolo: lentamente) è un singolo del cantante portoricano Luis Fonsi, pubblicato il 13 gennaio 2017 come primo estratto dal decimo album in studio Vida.
Il singolo ha visto la collaborazione del rapper portoricano Daddy Yankee.
Sono state registrate diverse versioni di Despacito: il 17 marzo 2017 è stata pubblicata una versione pop solo e una versione salsa con il musicista statunitense Victor Manuelle, il mese dopo è stata pubblicata la versione remix con il cantante canadese Justin Bieber, che ha portato il singolo originale alle classifiche mondiali, in particolare nel mondo britannico e statunitense. Il 5 maggio 2017 è stata registrata una versione elettronica prodotta dal trio statunitense Major Lazer e dal colombiano DJ MOSKA e una versione urban prodotta dal DJ Sky.
La canzone ha raggiunto il record di One Sweet Day di Mariah Carey e dei Boyz II Men, essendo stata al primo posto nella classifica americana per 16 settimane consecutive e venendo battuto solo nel 2019 dalla canzone Old Town Road.
Il singolo è stato scritto da Luis Fonsi ed Erika Ender ed è stato prodotto da Andrés Torres e Mauricio Rengifo.
Al momento della pubblicazione, Despacito ha ricevuto recensioni generalmente favorevoli da parte dei critici musicali, che hanno elogiato la fusione tra ritmi latini e urbani, il suo carattere accattivante e la sua pittura testuale. Ha vinto il Latin Grammy Awards come Disco dell'anno, Miglior canzone di musica urbana/Performance e Miglior video musicale breve al 18º Grammy Latin. La versione remix ha ricevuto tre nomination ai Grammy Awards come Record dell'anno, Canzone dell'anno e migliore duo pop ai Grammy Awards 2017. Nel 2017 Despacito è stato classificato il quinto miglior brano latino di tutti i tempi da Billboard ed è stato posizionato tra i primi dieci brani dell'anno da Time, Billboard e Rolling Stone.
Il suddetto si è confermato per lungo tempo al vertice dei video più visualizzati del canale YouTube, ma è stato superato, al 2021, da un video intitolato Baby Shark Dance.

## Descrizione
Dopo due anni senza pubblicare nuova musica, Luis Fonsi ha voluto creare "una canzone divertente che avesse quel tocco latino con una melodia che farà ballare la gente." I testi sono nati alla fine del 2015, nella casa di Fonsi, dopo aver espresso il desiderio di registrare una canzone per il suo nuovo album. La cantautrice panamense Erika Ender, vincitrice del Latin Grammy Award, è andata a casa di Luis Fonsi a Miami, e Fonsi le ha detto di scrivere una canzone intitolata Despacito. Fonsi ha cantato le righe "Vamo' a hacerlo en una playa en Puerto Rico", Ender ha risposto "Hasta que las olas griten Ay Bendito" e poi hanno iniziato a costruire la canzone. Il singolo nel suo genere è un misto tra il pop latino e il reggaeton ed è composto in tonalità di si minore.
Originariamente Fonsi compose Despacito come una canzone cumbia e pop con testi scritti come ballate, ma successivamente ha voluto mettere anche un po' di urban. È da qui che sceglie l'artista reggaeton Daddy Yankee che lo contatta via WhatsApp. Prima di collaborare a Despacito, Fonsi e Daddy Yankee avevano precedentemente lavorato insieme nella canzone Una Oportunidad, pubblicato digitalmente nel 2010. Hanno registrato la canzone a Miami nel 2016. La canzone è stata prodotta da Mauricio Rengifo e Andrés Torres; il primo è conosciuto come membro del duo pop colombiano Cali & El Dandee e quest'ultimo è noto per aver lavorato in precedenza con David Bisbal, Thalía e Ricky Martin, tra i vari cantanti latini.

## Video musicale

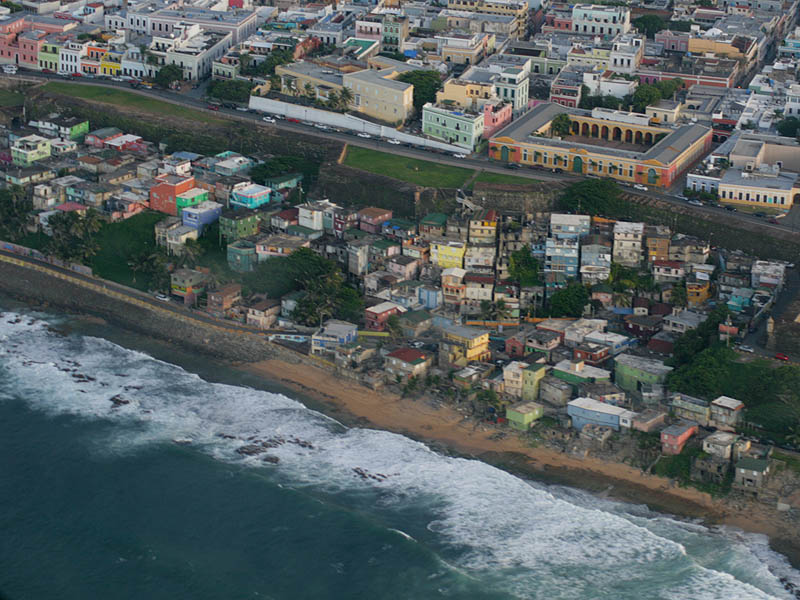
Veduta aerea de La Perla in Viejo San Juan.

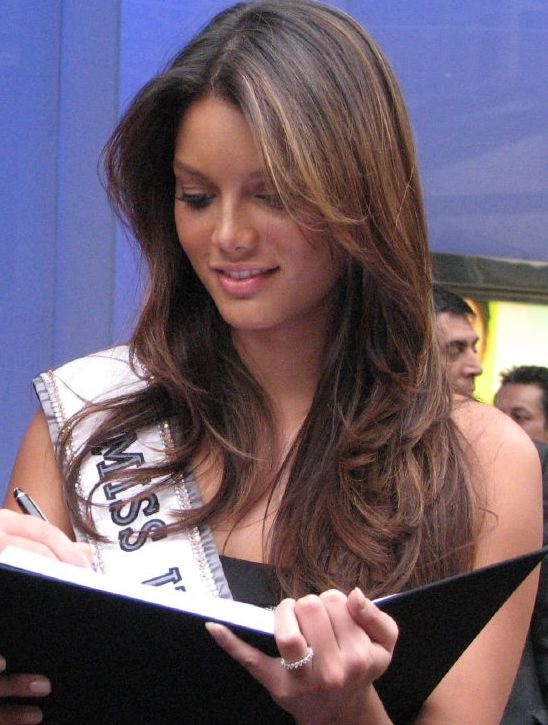
Miss Universo 2006 Zuleyka Rivera ha co-interpretato il video musicale.

Il videoclip è stato pubblicato il 13 gennaio 2017. Il video, diretto da Carlos Perez, è stato filmato nel dicembre del 2016 nel quartiere La Perla e nel famoso bar La Factoría a San Juan, Puerto Rico. Il regista aveva precedentemente lavorato con Luis Fonsi sulla canzone Corazón en la Gaveta (2014) e anche con Daddy Yankee sul singolo Gangsta Zone (2006, eseguito con Snoop Dogg), Descontrol (2010), Ven conmigo (2011, eseguito con Prince Royce) e Moviendo Caderas (2014, eseguito con Yandel). Durante la sua carriera, Perez ha anche diretto spot musicali per gli artisti Chayanne, Marc Anthony, Ricardo Arjona, Ricky Martin e Wisin & Yandel.
Nel videoclip compare la modella portoricana che vinse Miss Universo 2006 Zuleyka Rivera.
Secondo Luis Fonsi, il video trasmette le abitudini dei latinoamericani cioè il movimento, la danza e il ritmo. Inoltre afferma che una parte del successo della canzone è stata grazie al supporto costante dei fan.
Due settimane dopo la sua pubblicazione, è diventato il video spagnolo più veloce per il raggiungimento dei 100 milioni di visualizzazioni. Raggiunse invece un miliardo di visualizzazioni su YouTube il 20 aprile 2017, in soli 96 giorni, diventando il secondo video più veloce per il raggiungimento di tali unità, in una classifica al cui primo posto c'è Hello di Adele, e al terzo Sorry di Justin Bieber. Divenne anche il primo singolo in spagnolo per il raggiungimento dei primi dieci punti sul grafico globale di Spotify. Il 26 luglio 2017 ha superato 2,8 miliardi di visualizzazioni, diventando così il terzo video più visto su YouTube.
Il 4 agosto 2017 è diventato il video più visto di sempre su YouTube e Vevo Certified., superando See you again di Wiz Khalifa e Charlie Puth (che solo poco prima aveva scalzato Gangnam Style, del rapper sudcoreano Psy, dalla vetta dei video più visti su YouTube: tale record resisteva da cinque anni).
Il 12 ottobre 2017 diventa il primo video a raggiungere 4 miliardi di visualizzazioni sulla piattaforma. Il video musicale è stato candidato per il 18º Latin Grammy Awards per il miglior video di musica breve e per il 45º American Music Awards per il video dell'anno.
Il 13 dicembre 2017 Despacito supera 4,5 miliardi di visualizzazioni su YouTube, ad un anno dalla pubblicazione arriva ad oltre 4,8 miliardi di visualizzazioni, oltre due milioni di commenti, 26 milioni di "Mi piace" e 2 mln di "Non mi piace".
Nell'aprile 2018 il video su YouTube ha superato quota 5 miliardi di visualizzazioni, divenendo il più visto di sempre. Nello stesso mese, a seguito di un attacco informatico, il video viene rimosso da YouTube, ma successivamente ripristinato. Il 10 ottobre 2020 diventa la prima clip a raggiungere i 7 miliardi di visualizzazioni. Despacito mantiene il primato di views fino al 3 novembre, quando il videoclip di Baby Shark, del gruppo sudcoreano Pinkfong, sorpassa di due milioni il video di Daddy Yankee e Luis Fonsi, divenendo il più visto di sempre sulla piattaforma.

### Influenze dal video
A luglio 2017 è stato riferito che l'interesse turistico a Porto Rico è aumentato del 45% dal successo mondiale della canzone. È aumentato anche l'interesse per il bar La Factoría e il quartiere La Perla nella Vecchia San Juan, apparsi nel video.

## Esibizioni dal vivo
La canzone è stata cantata da entrambi gli artisti in diverse presentazioni: Yankee ha eseguito il singolo a Merida, in Messico il 3 marzo 2017, mentre Fonsi ha eseguito la versione pop al L Festival il 18 marzo 2017 presso la Pico Rivera Sports Arena, di Pico Rivera, California. Justin Bieber ha eseguito la versione remix a Puerto Rico il 18 aprile 2017 nel suo tour, Purpose World Tour, avendo come ospite Luis Fonsi. Nel 2017 Luis Fonsi e Daddy Yankee si sono esibiti insieme al 2017 Billboard Latin Music Awards il 27 aprile 2017. Si sono esibiti di nuovo insieme a The Voice, nella 12ª stagione, con il concorrente Mark Isaiah il 23 maggio 2017. Il 12 giugno 2017, Luis Fonsi ha suonato da solista nel talk show statunitense Conan, che ha come conduttore Conan O'Brien, facendo così la sua prima apparizione negli Stati Uniti nella tarda notte. Daddy Yankee nel suo tour, Tamo En Vivo Europe Tour, ha cantato la canzone Despacito dal 2 giugno al 9 luglio 2017; lo stesso Fonsi che lo incluse nel suo tour Love + Dance World, iniziato il 1 luglio 2017. Il 14 settembre 2017, Luis Fonsi ha eseguito il singolo nel talk show americano The Ellen DeGeneres Show. Erika Ender ha anche eseguito una versione acustica della canzone durante una sessione il 18 settembre 2017, al fine di promuovere il suo album Tatuajes.
Il 16 novembre 2017, Luis Fonsi ha eseguito la canzone con il musicista portoricano Victor Manuelle, la band colombiana Bomba Estéreo e con il disc jockey statunitense Diplo al 18º Latin Grammy Awards. Erika Ender e il cantautore brasiliano Roberto Carlos hanno eseguito una versione acustica con batteristi e ballerini della scuola Beija-Flor Samba in Brasile il 29 novembre 2017.
Il 28 gennaio 2018, Luis Fonsi e Daddy Yankee hanno eseguito la canzone al 60° Grammy Awards al Madison Square Garden, diventando il 12° e il 13° artista latino ad esibirsi ai Grammy Awards. Luis Fonsi ha eseguito Despacito al 59º Festival di Viña del Mar il 21 febbraio 2018. Pochi giorni dopo, il 25 febbraio 2018, ha eseguito una versione orchestrale con l'Orchestra del Teatro Colón al Teatro Colón di Buenos Airesin Argentina.

## Tracce
Download digitale
1. Despacito (feat. Daddy Yankee) – 3:47

Download digitale (Versione pop)
1. Despacito – 3:48

Download digitale (Versione salsa)
1. Despacito (feat. Victor Manuelle) – 3:25

Download digitale (Remix)
1. Luis Fonsi, Daddy Yankee – Despacito (feat. Justin Bieber) (Remix) – 3:48

Download digitale (Major Lazer e MOSKA remix)
1. Despacito (feat. Daddy Yankee) (Major Lazer e MOSKA Remix) – 3:09

Download digitale (Versione urban)
1. Despacito (feat. Daddy Yankee) – 3:42

Download digitale (In lingua portoghese)
1. Despacito (feat. Israel Novaes) – 3:48

CD single
1. Despacito (feat. Daddy Yankee) – 3:47
2. Despacito – 3:48

## Cover
I due remix sono stati pubblicati il 17 marzo 2017: una versione pop solo e una versione salsa con il musicista statunitense Victor Manuelle. Il 17 aprile 2017 è stato pubblicato un altro remix con il cantante canadese Justin Bieber. L'audio ufficiale del video ha raggiunto le 18,8 milioni di visualizzazioni su YouTube nelle prime 24 ore. Attualmente ha più di 280 milioni di visualizzazioni sempre su YouTube. Il 5 maggio 2017 sono usciti altri due remix: una versione elettronica prodotta dal trio statunitense Major Lazer e dal colombiano DJ Moska e da una versione urban remixata dal produttore colombiano Sky.
Una versione spagnola/mandarina di Luis Fonsi e del cantautore singaporiano JJ Lin è stata pubblicata il 26 gennaio 2018 per presentare "Despacito" in Cina, poiché la versione originale non è stata distribuita nel paese. È stato prodotto da The Swaggernautz, un duo di produzione composto da Tat Tong e dalla cantante e produttrice statunitense Jovany Javier, ed è stato co-sceneggiato, mixato e progettato da Harry Chang, nonché voce di accompagnamento. Il lavoro sulla canzone è iniziato a luglio 2017, ma con molte pause a causa del maltempo nei Caraibi.
In un'intervista a Billboard nel marzo 2017, Luis Fonsi ha dichiarato che esistono diversi remix di Despacito, e disse che "ci sono alcuni grandi DJ che hanno mostrato interesse al singolo". Nel giugno del 2017, il musicista inglese Ed Sheeran ha rivelato di voler registrare una versione remix di Despacito, ma Justin Bieber gli ha preso il posto..
Il musicista domenicano Romeo Santos ha pubblicato una versione merengue con il rapper statunitense Mark B il 26 giugno 2017. L'attrice e cantante filippina Kristel Fulgar ha pubblicato una versione acustica del remix il 30 giugno 2017. Il duo croato 2Cellos, composto dai musicisti Luka Šulić e Stjepan Hauser, ha pubblicato una versione classica il 19 luglio 2017. Il pianista ungherese Peter Bence, detentore del record mondiale per la maggior parte dei successi di pianoforte in un minuto secondo il Guinness World Records, ha pubblicato una versione per pianoforte della canzone il 26 luglio 2017. Il gruppo musicale americano Postmodern Jukebox ha pubblicato una "cover in stile Broadway" della versione remix il 28 settembre 2017.

## Influenze e critica
Alcuni sostengono che il successo del singolo è stato influenzato dalle canzoni di Nicky Jam, Thalia, Enrique Iglesias, Carlos Vives, Ricky Martin e Shakira.
La canzone è stata ben accolta dai critici della musica: Doris Irizarry di AXS descrive questo singolo come "sensuale" e "piacevole". Caroline Soriano della rivista Enstars ha descritto il brano della canzone come "molto sexy e sorprendente" e i testi "accattivanti". Brittany Spanos di Rolling Stone considera il singolo seducente, sexy e accattivante. Leila Cobo di Billboard ha espresso che Despacito è "una grande canzone pop".

## Successo commerciale

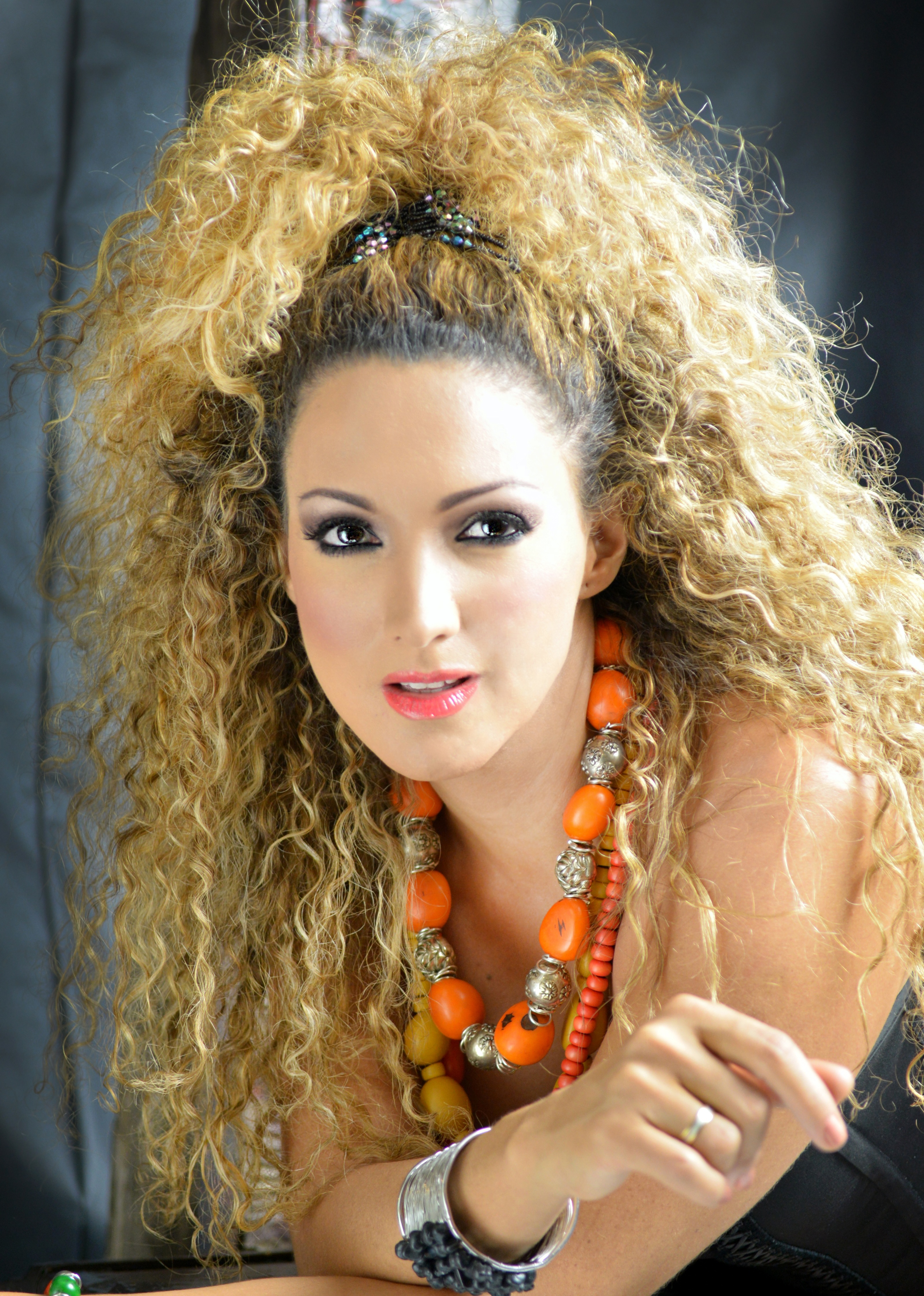
Co-scrittrice del singolo Erika Ender

La canzone ha goduto di grande successo fin dalla data di pubblicazione, imponendosi al numero uno in oltre 47 paesi e ricevendo numerosi dischi di platino e di diamante. Inoltre, avendo venduto più di 18 milioni di copie, di cui solamente 13 negli Stati Uniti, è uno dei singoli digitali più venduti di sempre.

### America
Entro aprile 2017 il singolo ha raggiunto la vetta in quasi tutti i paesi dell'America Latina, ossia Argentina, Bolivia, Cile, Colombia, Costa Rica, Ecuador, Guatemala, Messico, Panama, Paraguay, Perù, Uruguay e Venezuela. Secondo Monitor Latino Despacito è stato il singolo con i maggiori ascolti nelle radio sudamericane, in particolare a febbraio e marzo 2017.
Negli Stati Uniti il singolo ha trascorso 110 settimane totali nella Hot Latin Songs di Billboard, di cui 56 in vetta alla graduatoria, diventando la canzone con il maggior numero di settimane al numero uno. Nella Billboard Hot 100 il brano ha fatto il suo ingresso al numero 88 il 4 febbraio 2017, segnando la terza entrata per Fonsi e la settima per Yankee. Grazie al remix con Justin Bieber, nella sua 14ª settimana di permanenza, il singolo è salito dalla 48ª alla 9ª posizione, per poi arrivare alla cima dopo altre quattro settimane. Ha trascorso un totale di 16 settimane alla prima posizione, eguagliando il record di One Sweet Day di Mariah Carey e dei Boyz II Men, venendo poi battuto nel 2019 da Lil Nas X e Billy Ray Cyrus con Old Town Road.
In Canada il brano ha raggiunto la vetta della Billboard Canadian Hot 100 il 27 maggio 2017, trascorrendo anche qui 16 settimane al numero uno.

### Europa e Oceania
In Europa la versione originale si è imposta al numero uno in Austria (16 settimane), Belgio (13 settimane nelle Fiandre, 15 in Vallonia), Croazia, Danimarca (17 settimane), Francia (18 settimane), Germania (17 settimane), Grecia, Irlanda (15 settimane), Italia (14 settimane), Paesi Bassi (10 settimane), Polonia, Portogallo (18 settimane), Repubblica Ceca, Russia, Slovacchia, Slovenia, Spagna (26 settimane) e Svizzera (20 settimane). Il remix ha invece raggiunto la prima posizione nel Lussemburgo (18 settimane), Regno Unito (11 settimane) e in Svezia (16 settimane). Nel settembre 2017 Despacito è diventato il primo singolo certificato disco di diamante in Italia da quando esiste la classifica Top Singoli della FIMI.
Anche in Australia e in Nuova Zelanda il remix della canzone ha raggiunto la cima delle classifiche, mantenendola in entrambe per 13 settimane.

## Apparizioni in altri media
Una parodia intitolata El Patito dello show televisivo per bambini americano Sesame Street è stata pubblicata il 21 agosto 2017. La canzone è apparsa in uno spot televisivo di Spotify e della multinazionale cilena Falabella con Ciro Priello, Fabio Balsamo e Gianluca Fru, tre comici italiani che hanno guadagnato notorietà attraverso un video virale sulla parodia di "Despacito" su YouTube. Despacito è una delle canzoni incluse nel videogioco di danza Just Dance 2018 della Ubisoft. Luis Fonsi e Daddy Yankee hanno fatto una breve apparizione in "YouTube Rewind: The Shape of 2017", un breve video che mostra le tendenze della piattaforma durante l'anno. Durante le Olimpiadi invernali del 2018, Despacito è stato utilizzato da tre squadre separate (dalla cinese Xinyu Liu e Shiyue Wang, dalla sudcoreana Alexander Gamelin e Yura Min e dalle polacche Maksym Spodyriev e Natalia Kaliszek) come colonna sonora per le loro esibizioni di danza sul ghiaccio. Il singolo è anche presente nel film di Netflix, Ibiza (2018).

## Formazione
- Luis Fonsi – voce, chitarra acustica
- Daddy Yankee – voce

Produzione
- Mauricio Rengifo – produzione
- Andrés Torres – produzione

## Classifiche

### Classifiche settimanali
| Classifiche (2017-23) | Posizione massima |
| --------------------- | ----------------- |
| Australia             | 1                 |
| Austria               | 1                 |
| Belgio (Fiandre)      | 1                 |
| Belgio (Vallonia)     | 1                 |
| Bielorussia           | 159               |
| Canada                | 1                 |
| Croazia               | 1                 |
| Filippine             | 1                 |
| Finlandia             | 1                 |
| Francia               | 1                 |
| Germania              | 1                 |
| Grecia                | 1                 |
| Irlanda               | 1                 |
| Italia                | 1                 |
| Lussemburgo           | 1                 |
| Messico               | 1                 |
| Moldavia              | 131               |
| Norvegia              | 1                 |
| Nuova Zelanda         | 1                 |
| Paesi Bassi           | 1                 |
| Polonia               | 1                 |
| Portogallo            | 1                 |
| Regno Unito           | 1                 |
| Repubblica Dominicana | 1                 |
| Russia                | 1                 |
| Slovacchia            | 1                 |
| Slovenia              | 1                 |
| Spagna                | 1                 |
| Stati Uniti           | 1                 |
| Svezia                | 1                 |
| Svizzera              | 1                 |
| Ucraina               | 1                 |
| Ungheria              | 1                 |

### Classifiche di fine anno
| Classifica (2017)   | Posizione |
| ------------------- | --------- |
| Australia           | 2         |
| Austria             | 1         |
| Belgio (Fiandre)    | 2         |
| Belgio (Vallonia)   | 2         |
| Brasile             | 15        |
| Canada              | 2         |
| Danimarca           | 2         |
| Francia             | 2         |
| Germania            | 2         |
| Islanda             | 2         |
| Italia              | 1         |
| Norvegia            | 1         |
| Nuova Zelanda       | 2         |
| Paesi Bassi         | 2         |
| Perù                | 2         |
| Regno Unito         | 2         |
| Spagna              | 1         |
| Stati Uniti         | 2         |
| Stati Uniti (latin) | 1         |
| Svezia              | 2         |
| Svizzera            | 2         |
| Ungheria            | 2         |

### Classifiche di fine decennio
| Classifica (2010-19) | Posizione |
| -------------------- | --------- |
| Stati Uniti          | 9         |

### Classifiche di fine secolo
| Classifica (2000-2024) | Posizione |
| ---------------------- | --------- |
| Stati Uniti            | 19        |

### Classifiche di tutti i tempi
| Classifica (1958-2021) | Posizione |
| ---------------------- | --------- |
| Stati Uniti            | 37        |

## Versione remix
La versione remix di Despacito è stata pubblicata digitalmente il 17 aprile 2017, insieme al cantante canadese Justin Bieber. Il brano ha ritmo simile a quell'originale tranne la parte di Luis Fonsi che è stato tradotto in inglese (alcune righe), mentre i versetti di Daddy Yankee sono uguali. L'audio ufficiale del remix divenne subito un successo a partire dal 18 aprile.
Justin Bieber e i compositori statunitensi Jason Boyd e Marty James hanno scritto la versione remix. Il musicista colombiano Juan Felipe Samper è stato assunto per aiutare Bieber a cantare in spagnolo. Secondo Fonsi, Justin Bieber ha voluto registrare la versione remix dopo aver visto tale successo.
La canzone è stata registrata a Bogotà, Colombia il 13 aprile 2017, quattro giorni prima della sua uscita.
La collaborazione di Bieber ha aiutato la canzone a raggiungere il numero uno nella classifica Billboard Hot 100. Il solo remix ha superato le classifiche della Finlandia, della Malesia, del Messico, della Nuova Zelanda, della Norvegia, della Polonia e della Svezia e ha raggiunto i primi dieci in Messico e in Spagna. È stato certificato 5 volte disco platino dall'Australian Recording Industry Association (ARIA) e 3 volte disco di platino dalla The Official NZ Music Charts (RMNZ) e dalla British Phonographic Industry (BPI). La canzone ha anche ricevuto una certificazione d'oro da parte della Bundesverband Musikindustrie (BVMI).

### Formazione
- Justin Bieber – voce
- Luis Fonsi – voce

Produzione
- Josh Gudwin – produzione, ingegneria del suono
- Chris "Tek" O'Ryan – ingegneria del suono[162]
- Gaby Music – ingegneria del suono
- Mauricio Rengifo – produzione
- Andrés Torres – produzione

### Classifiche
| Classifiche (2017) | Posizione massima |
| ------------------ | ----------------- |
| Argentina          | 7                 |
| Brasile            | 16                |
| Canada             | 1                 |
| Finlandia          | 1                 |
| Malaysia           | 1                 |
| Messico            | 2                 |
| Nuova Zelanda      | 1                 |
| Norvegia           | 1                 |
| Polonia            | 1                 |
| Regno Unito        | 1                 |
| Spagna             | 3                 |

## Date di pubblicazione
| Stato       | Data            | Formato                | Edizione                         | Etichetta                                             | Note            |
| ----------- | --------------- | ---------------------- | -------------------------------- | ----------------------------------------------------- | --------------- |
| Stati Uniti | 13 gennaio 2017 | Download digitale      | originale                        | Universal Latino                                      |                 |
| Italia      | 3 febbraio 2017 | Contemporary hit radio | originale                        | Universal Latino                                      | [ 172 ]         |
| Stati Uniti | 17 marzo 2017   | Download digitale      | pop                              | Universal Latino                                      | [ 173 ]         |
| Stati Uniti | 17 marzo 2017   | Download digitale      | salsa                            | Universal Latino                                      | [ 174 ]         |
| Europa      | 31 marzo 2017   | CD                     | originale                        | Universal Latino                                      | [ 68 ]          |
| Stati Uniti | 17 aprile 2017  | Download digitale      | Versione remix con Justin Bieber | Universal Latino, Republic, Def Jam, RBMG, School Boy |                 |
| Europa      | 17 aprile 2017  | Download digitale      | Versione remix con Justin Bieber | Universal Latino, Republic, Def Jam, RBMG, School Boy | [ 175 ]         |
| Italia      | 21 aprile 2017  | Contemporary hit radio | Versione remix con Justin Bieber | Universal Latino, Republic, Def Jam, RBMG, School Boy | [ 176 ] [ 177 ] |
| Stati Uniti | 5 maggio 2017   | Download digitale      | Major Lazer e MOSKA remix        | Universal Latino                                      | [ 178 ]         |
| Stati Uniti | 5 maggio 2017   | Download digitale      | urban                            | Universal Latino                                      | [ 179 ]         |
| Stati Uniti | 14 luglio 2017  | Download digitale      | portoghese                       | Universal Latino                                      | [ 180 ]         |